# Золтан
Золтан (также Зольтан, венг. Zoltán) — одно из самых распространённых венгерских мужских имён. Формы и родственные имена: Золти, Жольт, Зольт, Сольт. В 2009 году среди всего населения Венгрии первое имя Золтан носили 210 197 мужчин (5-е место по популярности). Однако среди новорождённых мальчиков в качестве первого имени Золтан занимал лишь 20-е место, что свидетельствует о снижении его былой популярности в последние годы. Свои именины Золтаны традиционно отмечают 8 марта и 23 июня в Венгрии и 7 апреля в Словакии (где этнические венгры составляют около 10 % населения). Женская версия имени — Зольтана — менее употребима.

## История
Имя Золтан имеет семитское происхождение (араб. سلطان‎ sulṭān — султан, повелитель) и восходит к арам. שולטנא šulṭānā — власть. Имя долгое время употреблялось в нескольких фонетических вариантах. Первым известным венгром — носителем данного имени — был князь Жольт (896—948).